# Ève de Castro
Ève de Castro, née Valérie Emmanuelle Inès Marie Alix Cazeneuve, le 31 décembre 1959, ou 1961 selon les sources, à Neuilly-sur-Seine, est une femme de lettres française, auteure de nombreux romans et lauréate du prix des libraires en 1992.

## Biographie
Ève de Castro est la fille de Maurice Cazeneuve, réalisateur de télévision et directeur de la deuxième chaîne de l'ORTF de 1968 à 1971, et de Béatrix Hélène Marie Alix de Thiollaz, médecin généraliste. Elle est aussi la demi-sœur cadette du réalisateur Fabrice Cazeneuve. Elle est diplômée de Sciences Po et a fait des études de droit international et d'histoire avant de s'orienter vers l'écriture.
D'un premier mariage, en 1984, avec Frédéric Antoine Michel de Castro, aujourd'hui directeur général finances du groupe ETAM, dont elle a divorcé, elle a eu un fils, Louis Henry Gérald Marie Philibert de Castro, designer-plasticien sous le pseudonyme de Marc Ippon de Ronda. Mariée en secondes noces avec Bertrand Marie Tanneguy Passerat de La Chapelle, fonctionnaire au ministère des Affaires étrangères, elle a eu deux filles, Alix Éléonore Claire Marie Laure, et Albane Béatrix Adélaïde Marie.

## Œuvre

### Romans
- 1987 : Les Bâtards du soleil, éditions Orban
- 1991 : La Galigaï, éditions Orban
- 1992 : Ayez pitié du cœur des hommes, éditions Jean-Claude Lattès
- 1994 : Soleils amers, éditions Jean-Claude Lattès
- 1996 : Nous serons comme des dieux, éditions Albin Michel
- 1998 : Le Soir et le Matin suivant, éditions Albin Michel
- 2001 : Le Peseur d'âme, éditions Albin Michel
- 2006 : La Trahison de l'ange, éditions Robert Laffont
- 2010 : Cet homme-là, éditions Robert Laffont
- 2012 : Le Roi des ombres, éditions Robert Laffont
- 2013 : Enfant roi, éditions Plon
- 2014 : Joujou, éditions Robert Laffont
- 2015 : Nous, Louis, roi, éditions de l'Iconoclaste
- 2018 : La Femme qui tuait les hommes, éditions Robert Laffont
- 2022 : L'autre Molière, éditions de L'Iconoclaste[3].

### Scénarios
- 2000 : Le Roi danse de Gérard Corbiau (en collaboration avec Gérard et Andrée Corbiau, d'après un livre de Philippe Beaussant)
- 2001 : Rastignac ou les Ambitieux (téléfilm) d'Alain Tasma (en collaboration avec Natalie Carter)
- 2010 : L'École du pouvoir (téléfilm) de Raoul Peck (en collaboration avec Didier Lacoste)
- 2011 : Fort comme la mort (téléfilm) de Gilles Banier

## Distinctions
- 1992 : prix des libraires pour Ayez pitié du cœur des hommes
- 1996 : prix des Deux Magots pour Nous serons comme des dieux
- 1996 : prix Maurice-Genevoix pour Nous serons comme des dieux
- 2013 : Grand prix littéraire de l'Académie nationale de pharmacie pour Le Roi des ombres
- 2015 : Prix littéraire Jackie-Bouquin[4] pour Joujou.